# WFV-Pokal 2021/22
Der WFV-Pokal 2021/22 war die 70. Austragung des Männer-Pokalwettbewerbs durch den Württembergischen Fußballverband. Das Endspiel zwischen dem Oberligisten Stuttgarter Kickers und dem Regionalligisten SSV Ulm 1846 fand am 21. Mai 2022 im Rahmen des „Finaltags der Amateure“ statt. Der niederklassigere Verein setzte sich im Elfmeterschießen nach Ende der torlosen Spielzeit durch, Adrian Beck verschoss in seinem letzten Spiel für den SSV Ulm 1846 den entscheidenden Elfmeter. Für den Stuttgarter Klub ist es der dritte Triumph im württembergischen Landespokal, der Verein qualifizierte sich damit für den DFB-Pokal 2022/23. Der SSV Ulm 1846, in den vier vorhergehenden Endspielen jeweils erfolgreich, verbleibt mit elf Titelgewinnen Rekordpokalsieger.
Die ersten drei Runden des Pokalwettbewerbs wurden in vier regionalen Gruppen ausgetragen. Ab dem Achtelfinale wird verbandsweit ausgespielt. Seit 2015 findet das Endspiel in Stuttgart statt, das Gazi-Stadion auf der Waldau ist Endspielaustragungsort. Nicht zuletzt da es auch Heimstadion des Finalteilnehmers Stuttgarter Kickers ist, wurde mit 7300 Zuschauern eine Rekordkulisse für den Wettbewerb verzeichnet.

## 1. Runde
| Datum           |                                | Ergebnis              |                                  |
| --------------- | ------------------------------ | --------------------- | -------------------------------- |
| Gruppe 1        |                                |                       |                                  |
| Sa., 24.07.2021 | SV Fellbach                    | 3:1 n. V.             | TSV Crailsheim                   |
| Sa., 24.07.2021 | SG Sindringen/Ernsbach         | 2:0                   | SV Leonberg/Eltingen             |
| Sa., 24.07.2021 | SV Allmersbach                 | 0:1                   | TSV Ilshofen                     |
| Sa., 24.07.2021 | TV Oeffingen                   | 2:1                   | SpVgg Gröningen-Satteldorf       |
| Sa., 24.07.2021 | SV Salamander Kornwestheim     | 1:7                   | SGV Freiberg                     |
| Sa., 24.07.2021 | Sportfreunde Schwäbisch Hall   | 2:3                   | SG Sonnenhof Großaspach          |
| Sa., 24.07.2021 | TSV Heimerdingen               | 0:1                   | Neckarsulmer Sport-Union         |
| Sa., 24.07.2021 | Türkspor Neckarsulm            | 3:4                   | SV Kaisersbach                   |
| Sa., 24.07.2021 | VfB Neckarrems                 | 1:3                   | FSV 08 Bietigheim-Bissingen      |
| Sa., 24.07.2021 | TSG Öhringen                   | 0:3                   | TSV Pfedelbach                   |
| So., 25.07.2021 | TSV Schornbach                 | 1:0                   | SV Breuningsweiler               |
| So., 25.07.2021 | SV Leingarten                  | 0:2                   | FSV Hollenbach                   |
| So., 25.07.2021 | TV Pflugfelden                 | 2:3 n. V.             | TSV Schwaikheim                  |
| Gruppe 2        |                                |                       |                                  |
| Fr., 23.07.2021 | 1. Göppinger SV                | 3:5 n. V.             | VfR Aalen                        |
| Sa., 24.07.2021 | TV Echterdingen                | 0:3                   | TSV Essingen                     |
| Sa., 24.07.2021 | Donzdorfer JC                  | 1:6                   | TSV Plattenhardt                 |
| Sa., 24.07.2021 | 1. FC Frickenhausen            | 2:1                   | SV Neresheim                     |
| Sa., 24.07.2021 | Sportfreunde Lorch             | 0:1                   | Türk Spor Neu-Ulm                |
| Sa., 24.07.2021 | FV Sontheim/Brenz              | 2:1 n. V.             | TSG Hoffherrnweiler-Unterrombach |
| Sa., 24.07.2021 | 1. FC Normannia Gmünd          | 5:3                   | 1. FC Heiningen                  |
| Sa., 24.07.2021 | SV Waldhausen                  | 4:1                   | SC Stammheim                     |
| Sa., 24.07.2021 | TSV Weilimdorf                 | 3:2                   | SV Ebersbach/Fils                |
| Sa., 24.07.2021 | SC Geislingen                  | 8:0                   | FC Köngen                        |
| Sa., 24.07.2021 | TSV Deizisau                   | 1:2                   | SV Bonlanden                     |
| So., 25.07.2021 | Calcio Leinfelden-Echterdingen | 1:2                   | TSG Backnang                     |
| Gruppe 3        |                                |                       |                                  |
| Sa., 24.07.2021 | SpVgg Trossingen               | 1.2                   | FC Gärtringen                    |
| Sa., 24.07.2021 | SSC Tübingen                   | 1:0                   | TSV Trillfingen                  |
| Sa., 24.07.2021 | SV Wittendorf                  | 3:6                   | SKV Rutesheim                    |
| Sa., 24.07.2021 | TV Darmsheim                   | 1:0                   | GSV Maichingen                   |
| Sa., 24.07.2021 | SV Nehren                      | 1:3                   | SG Empfingen                     |
| Sa., 24.07.2021 | VfB Bösingen                   | 5:0                   | SC 04 Tuttlingen                 |
| Sa., 24.07.2021 | VfL Nagold                     | 2:1                   | VfL Pfullingen                   |
| Sa., 24.07.2021 | TSG Tübingen                   | 0:2                   | Stuttgarter Kickers              |
| Sa., 24.07.2021 | SpVgg Holzgerlingen            | 0:2                   | Young Boys Reutlingen            |
| Sa., 24.07.2021 | VfL Mühlheim                   | 0:2                   | VfL Sindelfingen                 |
| Sa., 24.07.2021 | SV Seedorf                     | 1:2 n. V.             | TSG Balingen                     |
| Sa., 24.07.2021 | SV Zimmern o.R.                | 0:3                   | SSV Reutlingen 05                |
| So., 25.07.2021 | TSV Ehningen                   | 1:5                   | SV Böblingen                     |
| Gruppe 4        |                                |                       |                                  |
| Fr., 23.07.2021 | FC Mengen                      | 3:1 n. V.             | FC Wangen 05                     |
| Sa., 24.07.2021 | SV Ochsenhausen                | 0:2                   | SV Mietingen                     |
| Sa., 24.07.2021 | SV Heinstetten                 | 3:1                   | TSV Eschach                      |
| Sa., 24.07.2021 | SV Kehlen                      | 0:6                   | SSG Ulm 99                       |
| Sa., 24.07.2021 | TSV Nusplingen                 | 1:11                  | SSV Ulm 1846                     |
| Sa., 24.07.2021 | FC 07 Albstadt                 | 1:1 n. V. (4:3 i. E.) | FV Biberach                      |
| Sa., 24.07.2021 | TSV Neu-Ulm                    | 2:1                   | SV Dettingen/Iller               |
| Sa., 24.07.2021 | TSV Buch                       | 0:0 n. V. (4:5 i. E.) | TSV Strassberg                   |
| Sa., 24.07.2021 | FV Bad Schussenried            | 0:2                   | FV Ravensburg                    |
| Sa., 24.07.2021 | TSG Balingen II                | 2:1                   | FV Olympia Laupheim              |
| So., 25.07.2021 | FC Ostrach                     | 1:2                   | VfB Friedrichshafen              |
| Mi., 28.07.2021 | FV Ravensburg II               | 3:4                   | SSV Ehingen-Süd                  |

Freilose:
- TSV Obersontheim, SV Germania Bietigheim, FV Löchgau (Gruppe 1)
- TSV Bad Boll, TSV Oberensingen, TSGV Waldstetten, Sportfreunde Dorfmerkingen (Gruppe 2)
- FC Holzhausen, SV 03 Tübingen, FC Rottenburg (Gruppe 3)
- FV Rot-Weiß Weiler, TSV Berg, TSV Riedlingen, SV Weingarten (Gruppe 4)

## 2. Runde
| Datum           |                        | Ergebnis              |                             |
| --------------- | ---------------------- | --------------------- | --------------------------- |
| Gruppe 1        |                        |                       |                             |
| Mi., 28.07.2021 | TSV Pfedelbach         | 1:2                   | TV Oeffingen                |
| Mi., 28.07.2021 | SGV Freiberg           | 2:2 n. V. (4:2 i. E.) | Sport-Union Neckarsulm      |
| Mi., 28.07.2021 | TSV Obersontheim       | 0:3                   | FSV Hollenbach              |
| Mi., 28.07.2021 | TSV Schornbach         | 0:6                   | FV Löchgau                  |
| Mi., 28.07.2021 | SV Kaisersbach         | 2:1                   | TSV Ilshofen                |
| Mi., 28.07.2021 | SV Germania Bietigheim | 3:3 n. V. (6:5 i. E.) | SV Fellbach                 |
| Mi., 28.07.2021 | TSV Schwaikheim        | 0:6                   | FSV 08 Bietigheim-Bissingen |
| So., 01.08.2021 | SG Sindringen/Ernsbach | 0:3                   | SG Sonnenhof Großaspach     |
| Gruppe 2        |                        |                       |                             |
| Mi., 28.07.2021 | TSV Weilimdorf         | 1:4                   | TSV Essingen                |
| Mi., 28.07.2021 | 1. FC Frickenhausen    | 3:0                   | SV Waldhausen               |
| Mi., 28.07.2021 | FV Sontheim/Brenz      | 0:3                   | 1. FC Normannia Gmünd       |
| Mi., 28.07.2021 | SV Bonlanden           | 3:1                   | TSV Bad Boll                |
| Mi., 28.07.2021 | Türk Spor Neu-Ulm      | 1:2                   | TSG Backnang                |
| Mi., 28.07.2021 | TSGV Waldstetten       | 2:2 n. V. (4:2 i. E.) | TSV Oberensingen            |
| Mi., 28.07.2021 | SC Geislingen          | 0:4                   | VfR Aalen                   |
| Mi., 28.07.2021 | TSV Plattenhardt       | 1:4                   | Sportfreunde Dorfmerkingen  |
| Gruppe 3        |                        |                       |                             |
| Di., 27.07.2021 | FC Rottenburg          | 1:4                   | TSG Balingen                |
| Mi., 28.07.2021 | VfL Nagold             | 3:2                   | SKV Rutesheim               |
| Mi., 28.07.2021 | SG Empfingen           | 0:2                   | Stuttgarter Kickers         |
| Mi., 28.07.2021 | SSC Tübingen           | 2:4 n. V.             | VfL Sindelfingen            |
| Mi., 28.07.2021 | SV 03 Tübingen         | 0:4                   | SSV Reutlingen 05           |
| Mi., 28.07.2021 | VfB Bösingen           | 3:1                   | FC Holzhausen               |
| Mi., 28.07.2021 | TV Darmsheim           | 2:0                   | FC Gärtringen               |
| Mi., 28.07.2021 | Young Boys Reutlingen  | 4:2 n. V.             | SV Böblingen                |
| Gruppe 4        |                        |                       |                             |
| Mi., 28.07.2021 | FV Rot-Weiß Weiler     | 0:1                   | VfB Friedrichshafen         |
| Mi., 28.07.2021 | TSV Strassberg         | 0:1 n. V.             | FV Ravensburg               |
| Mi., 28.07.2021 | SV Mietingen           | 0:8                   | SSV Ulm 1846                |
| Mi., 28.07.2021 | SV Heinstetten         | 1:3                   | TSV Berg                    |
| Mi., 28.07.2021 | SV Weingarten          | 0:6                   | TSV Riedlingen              |
| Mi., 28.07.2021 | FC Mengen              | 3:1                   | SSG Ulm 99                  |
| Mi., 28.07.2021 | TSG Balingen II        | 4:1                   | FC 07 Albstadt              |
| Sa. 31.07.2021  | TSV Neu-Ulm            | 0:5                   | SSV Ehingen-Süd             |

## 3. Runde
| Datum           |                             | Ergebnis  |                            |
| --------------- | --------------------------- | --------- | -------------------------- |
| Gruppe 1        |                             |           |                            |
| Sa., 31.07.2021 | SV Germania Bietigheim      | 2:4       | TV Oeffingen               |
| Sa., 31.07.2021 | SV Kaisersbach              | 1:3 n. V. | FSV Hollenbach             |
| Sa., 31.07.2021 | FV Löchgau                  | 1:2       | SGV Freiberg               |
| Mi., 04.08.2021 | FSV 08 Bietigheim-Bissingen | 3:2 n. V. | SG Sonnenhof Großaspach    |
| Gruppe 2        |                             |           |                            |
| Sa., 31.07.2021 | 1. FC Frickenhausen         | 1:2       | Sportfreunde Dorfmerkingen |
| Sa., 31.07.2021 | 1. FC Normannia Gmünd       | 1:2 n. V. | VfR Aalen                  |
| Sa., 31.07.2021 | TSGV Waldstetten            | 1:0       | SV Bonlanden               |
| Mi., 11.08.2021 | TSV Essingen                | 1:0       | TSG Backnang               |
| Gruppe 3        |                             |           |                            |
| Sa., 31.07.2021 | VfL Sindelfingen            | 0:2       | Stuttgarter Kickers        |
| Sa., 31.07.2021 | Young Boys Reutlingen       | 1:3       | VfL Nagold                 |
| Sa., 31.07.2021 | TV Darmsheim                | 5:3       | VfB Bösingen               |
| So., 01.08.2021 | SSV Reutlingen 05           | 2:1 n. V. | TSG Balingen               |
| Gruppe 4        |                             |           |                            |
| Sa., 31.07.2021 | TSV Riedlingen              | 2:3       | TSV Berg                   |
| So., 01.08.2021 | VfB Friedrichshafen         | 0:6       | SSV Ulm 1846               |
| So., 01.08.2021 | TSG Balingen II             | 0:3       | FV Ravensburg              |
| Mi., 04.08.2021 | FC Mengen                   | 2:3       | SSV Ehingen-Süd            |

## Achtelfinale
Die Achtelfinalspiele wurden am 2. August von den ehemaligen Fußballspielern Florian Krebs und Alper Bagceci gezogen, die jeweils sieben WFV-Pokaltitel gewannen-
|                             | Ergebnis |                            |
| --------------------------- | -------- | -------------------------- |
| TSGV Waldstetten            | 0:5      | SSV Ehingen-Süd            |
| TV Oeffingen                | 2:7      | VfL Nagold                 |
| SSV Reutlingen 05           | 1:2      | SGV Freiberg               |
| FSV Hollenbach              | 2:0      | FV Ravensburg              |
| FSV 08 Bietigheim-Bissingen | 1:0      | VfR Aalen                  |
| TSV Essingen                | 2:0      | Sportfreunde Dorfmerkingen |
| TV Darmsheim                | 0:1      | SSV Ulm 1846               |
| TSV Berg                    | 1:3      | Stuttgarter Kickers        |

* Klassentiefere Mannschaften genießen Heimrecht

## Viertelfinale
Die Auslosung für die Viertelfinalpartien fand am 10. September 2021 in der Ulmer Fahrzeuginstandhaltungs-, behandlungs- und abstellanlage (FIBA) des Hauptsponsors Deutsche Bahn statt.
|                             | Ergebnis |                        |
| --------------------------- | -------- | ---------------------- |
| FSV Hollenbach              | 0:3      | TSV Essingen           |
| FSV 08 Bietigheim-Bissingen | 1:3      | SSV Ulm 1846           |
| SSV Ehingen-Süd             | 3:1      | SGV Freiberg           |
| VfL Nagold                  | 0:3      | SV Stuttgarter Kickers |

## Halbfinale
Obwohl die Partie zwischen dem VfL Nagold und den Stuttgarter Kickers auf den 30. März 2022 verlegt worden war, führte der WFV am 17. Januar des Jahres die Auslosung der Semifinalpartien für die damit noch verbliebenen fünf Teilnehmer mithilfe eines Zufallsgenerators durch. Bereits eine Woche nach Absolvierung des Viertelfinalspiels traten der Oberligist Stuttgarter Kickers am 6. April zum Auswärtsspiel beim unterklassigen württembergischen Verbandsligisten SSV Ehingen-Süd an und qualifizierte sich als erster Finalteilnehmer. Das zweite Halbfinalspiel war für den 19. April angesetzt, dort setzte sich er SSV Ulm 1846 durch und zog zum fünften Mal in Folge ins Endspiel ein.
|                 | Ergebnis |                        |
| --------------- | -------- | ---------------------- |
| SSV Ehingen-Süd | 1:3      | SV Stuttgarter Kickers |
| TSV Essingen    | 0:3      | SSV Ulm 1846           |

## Finale
| Stuttgarter Kickers                                     | Stuttgarter Kickers | SSV Ulm 1846 | SSV Ulm 1846 |
| ------------------------------------------------------- | --- | --- | ------------ |
| Stuttgarter Kickers                                     | \| 21. Mai 2022 in Stuttgart (Gazi-Stadion auf der Waldau) \| \| Ergebnis: 0:0 n. V.; 5:4 i. E. \| \| Zuschauer: 7300 \| \| Schiedsrichter: Timo Lämmle (Spvgg Rommelshausen) \| | \| 21. Mai 2022 in Stuttgart (Gazi-Stadion auf der Waldau) \| \| Ergebnis: 0:0 n. V.; 5:4 i. E. \| \| Zuschauer: 7300 \| \| Schiedsrichter: Timo Lämmle (Spvgg Rommelshausen) \| | SSV Ulm 1846 |
| Stuttgarter Kickers                                     | Ramon Castellucci – Niklas Kolbe, Denis Zagaria, David Kammerbauer, Marian Riedinger – Luigi Campagna, Nico Blank (95. Paul Polauke), Ivo Čolić (81. Mijo Tunjić) – Konrad Riehle (77. Mohamed Baroudi), David Braig (90. Halim Eroğlu), Kevin Dicklhuber Cheftrainer: Mustafa Ünal | Niclas Heimann – Thomas Geyer, Michael Heilig, Johannes Reichert (26. Cedric Guarino), Bastian Allgeier – Lukas Kiefer (110. Simon Klostermann), Philipp Maier, Nicolas Jann, Adrian Beck, Jannik Rochelt (81. Nicolas Wähling) – Phil Harres (81. Fabian Benko) Cheftrainer: Thomas Wörle | SSV Ulm 1846 |
| Stuttgarter Kickers                                     | Elfmeterschießen | | SSV Ulm 1846 |
| Stuttgarter Kickers                                     | 1:0 Tunjić 2:1 Kammerbauer 3:2 Kolbe 4:3 Dicklhuber 5:4 Zagaria | 1:1 Jann 2:2 Geyer 3:3 Maier 4:4 Wähling Castellucci hält gegen Beck | SSV Ulm 1846 |
| Stuttgarter Kickers                                     | Dicklhuber (22.), Riedinger (41.), Kammerbauer (54.), Riehle (61.), Campagna (77.), Zagaria (77.), Kolbe (89.) | Allgeier (44.), Guarino (64.), Benko (87.) | SSV Ulm 1846 |
| Stuttgarter Kickers                                     | Baroudi (99.) | | SSV Ulm 1846 |
| 21. Mai 2022 in Stuttgart (Gazi-Stadion auf der Waldau) | | |              |
| Ergebnis: 0:0 n. V.; 5:4 i. E.                          | | |              |
| Zuschauer: 7300                                         | | |              |
| Schiedsrichter: Timo Lämmle (Spvgg Rommelshausen)       | | |              |

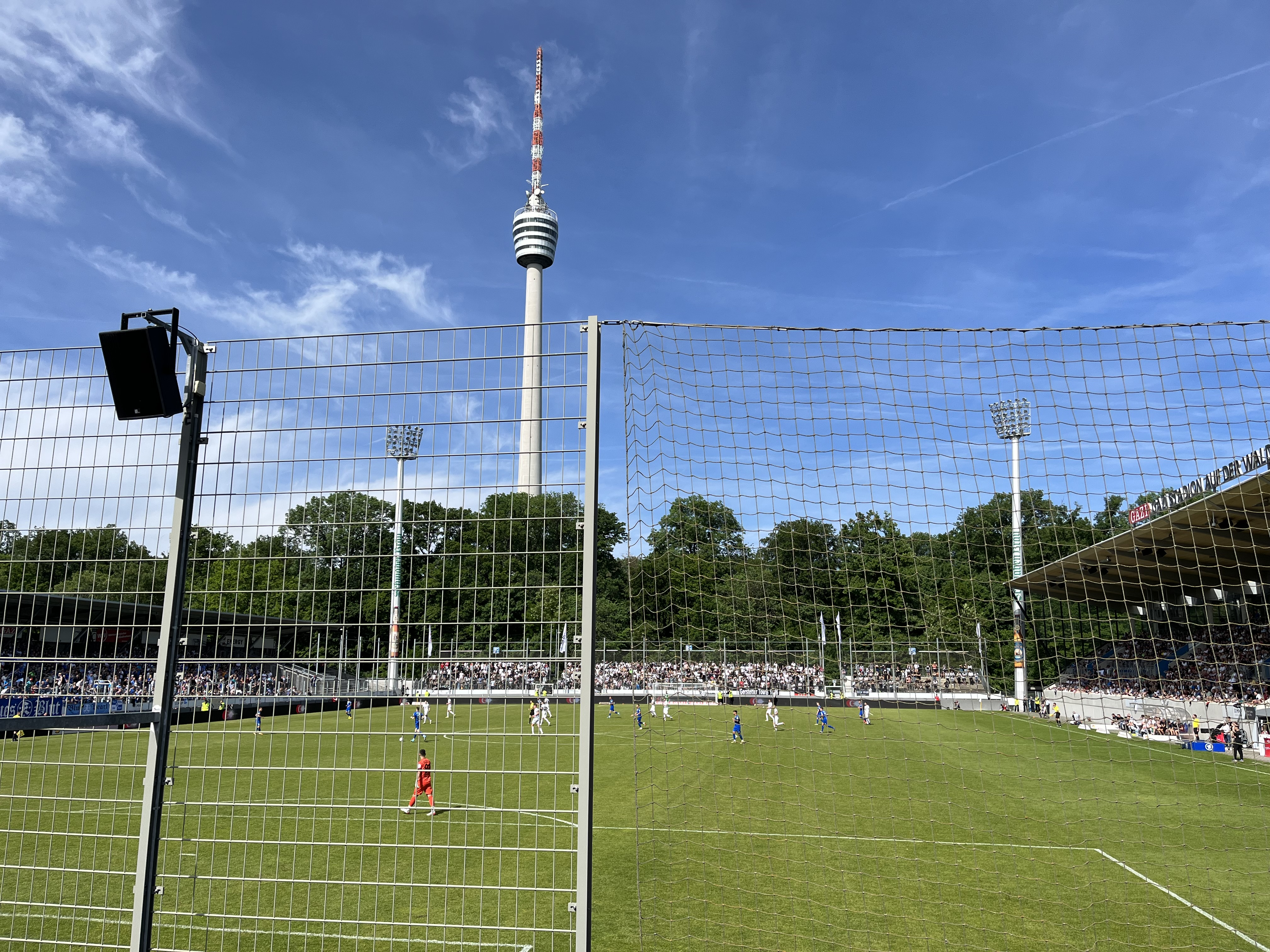
Spielsituation unter dem Stuttgarter Fernsehturm in der ersten Halbzeit
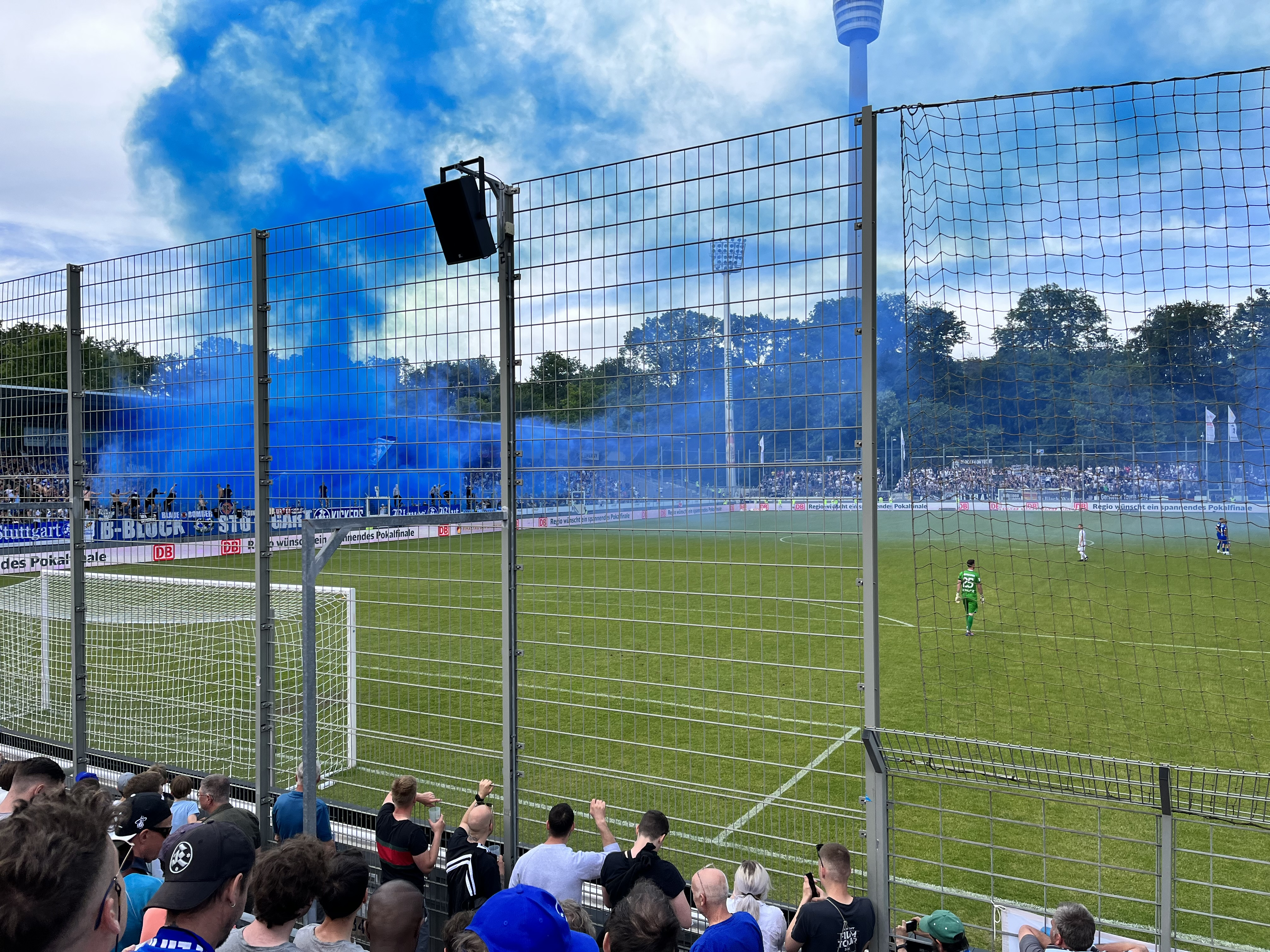
Spielunterbrechung nach dem Einsatz von blaufarbiger Pyrotechnik durch die Kickers-Fans
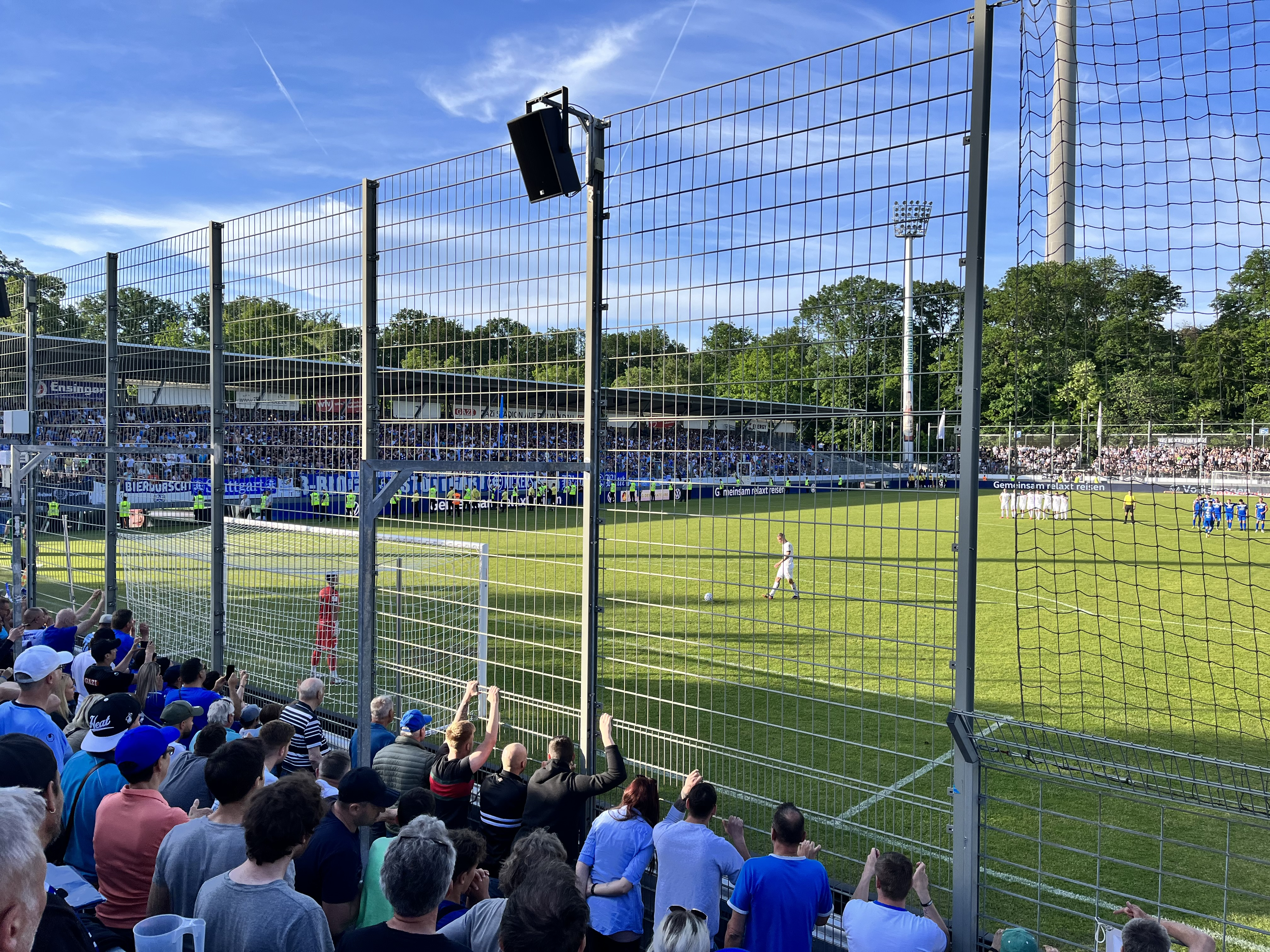
Impression aus dem Elfmeterschießen